# 烏爾恭阿
烏爾恭阿（1778年—1846年），愛新覺羅氏，鄭親王，初名佛爾果崇額，諡慎，濟爾哈朗子孫、豐訥亨之孙、積哈納之子。

## 生平
乾隆五十七年，襲和碩鄭親王。嘉庆十一年，担任正白旗蒙古都統。管理宗人府銀庫事務；担任左宗正。嘉庆二十四年，任正白旗漢軍都統。嘉庆二十五年，任鑲紅旗滿洲都統，監修太平峪陵工。道光元年，任十五善射大臣、署正白旗領侍衛內大臣。道光二年，管欽天監事。署正黃旗漢軍都統。道光五年，署正黃旗漢軍都統，管理右翼四旗。道光六年，署正黃旗領侍衛內大臣、閱兵大臣、鑲白旗滿洲都統。道光七年，任正黃旗領侍衛內大臣，在內廷行走。道光九年，担任正白旗蒙古都統。道光十四年，任內大臣。道光十八年，担任宗人府右宗正。道光十九年，担任正白旗領侍衛內大臣。道光二十五年，担任左宗正。

## 家庭
- 妻子
  - 嫡福晉富察氏，福康安之女。生年、成婚年份不详。嘉庆三年（1798年）十二月，富察氏以郑亲王嫡妻身份被正式册封为福晋[23]。富察氏卒于嘉庆五年（1800年）[24]。早卒无子女。

- 儿子
  - 端華，為孝哲毅皇后外祖父
  - 肃顺

＊＊女即孝德顯皇后之母
親家為孝貞顯皇后之祖父福克精阿